# 奧斯特魯沙冰原島峰

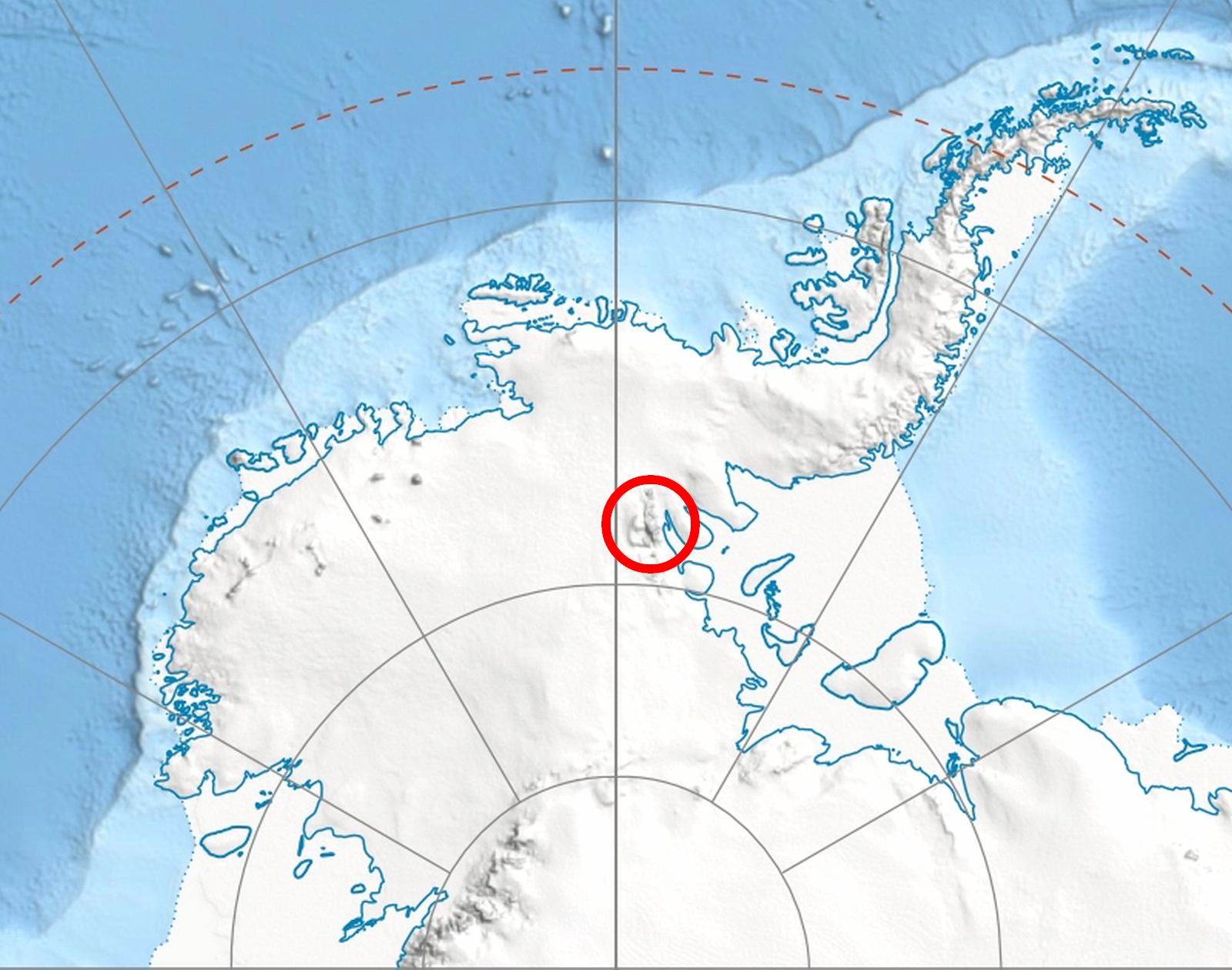

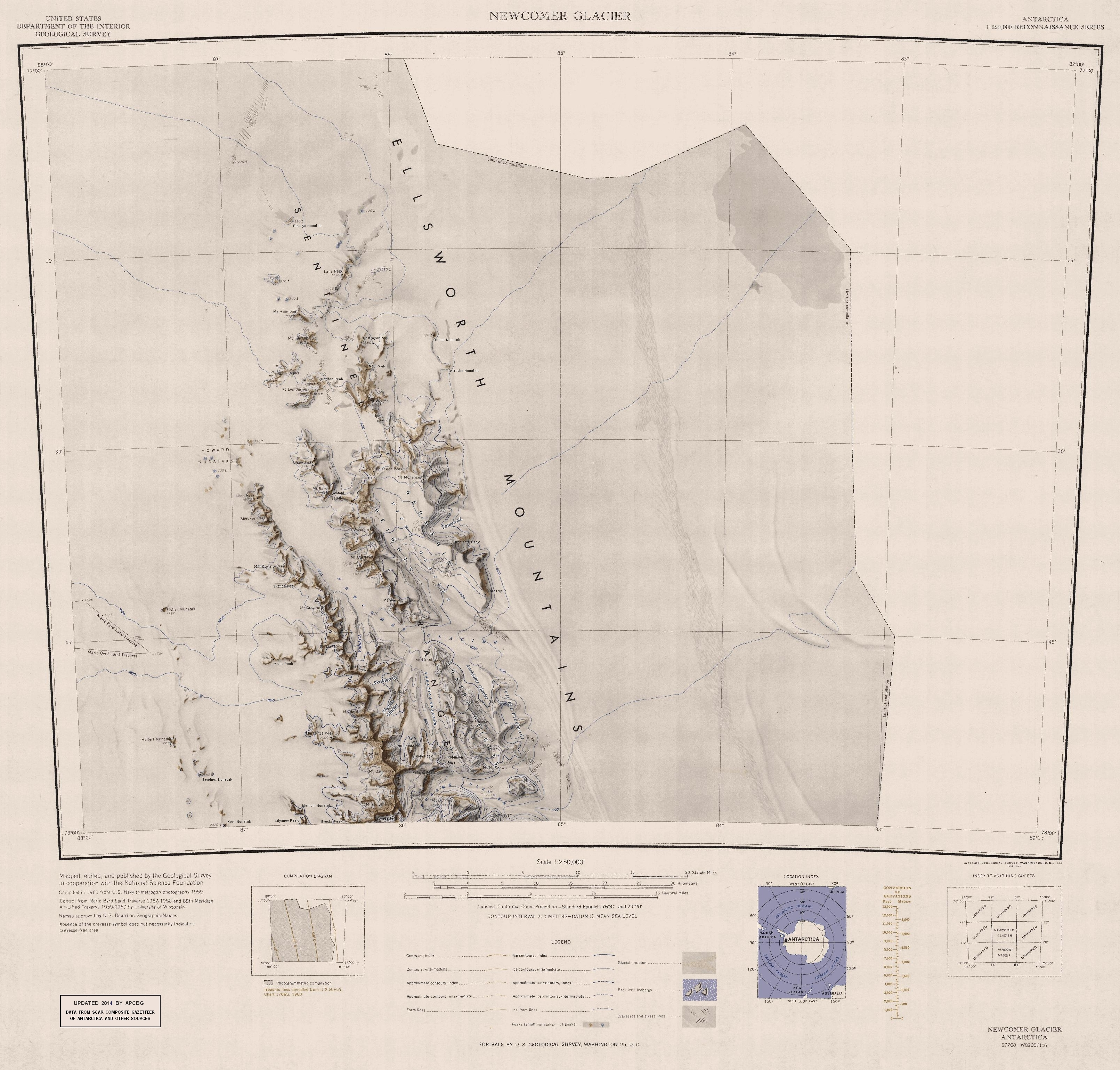

奧斯特魯沙冰原島峰（英語：Ostrusha Nunatak），是南極洲的冰原島峰，位於埃爾斯沃思地，處於莫根森山東北面16.75公里、威姆斯山東北面12.43公里和博霍特冰原島峰東南面5.27公里，屬於埃爾斯沃思山脈中森蒂納爾嶺的一部分，海拔高度1,100米，現時由南極條約體系管理。